# Heterusia comana
Heterusia comana là một loài bướm đêm trong họ Geometridae.